# Massimo Giacoppo
Massimo Giacoppo (Messina, 10 de maio de 1983) é um jogador de polo aquático italiano, medalhista olímpico.

## Carreira
Giacoppo fez parte do elenco que conquistou a medalha de prata nos Jogos Olímpicos de 2012.